# نادي لومان
نادي لومان (بالفرنسية: Le Mans Union Club 72)‏ نادي كرة قدم فرنسي يشارك في بطولة دوري الدرجة الأولى. تم تأسيس النادي في سنة 1904.